# Pfarrkirche Wesenufer

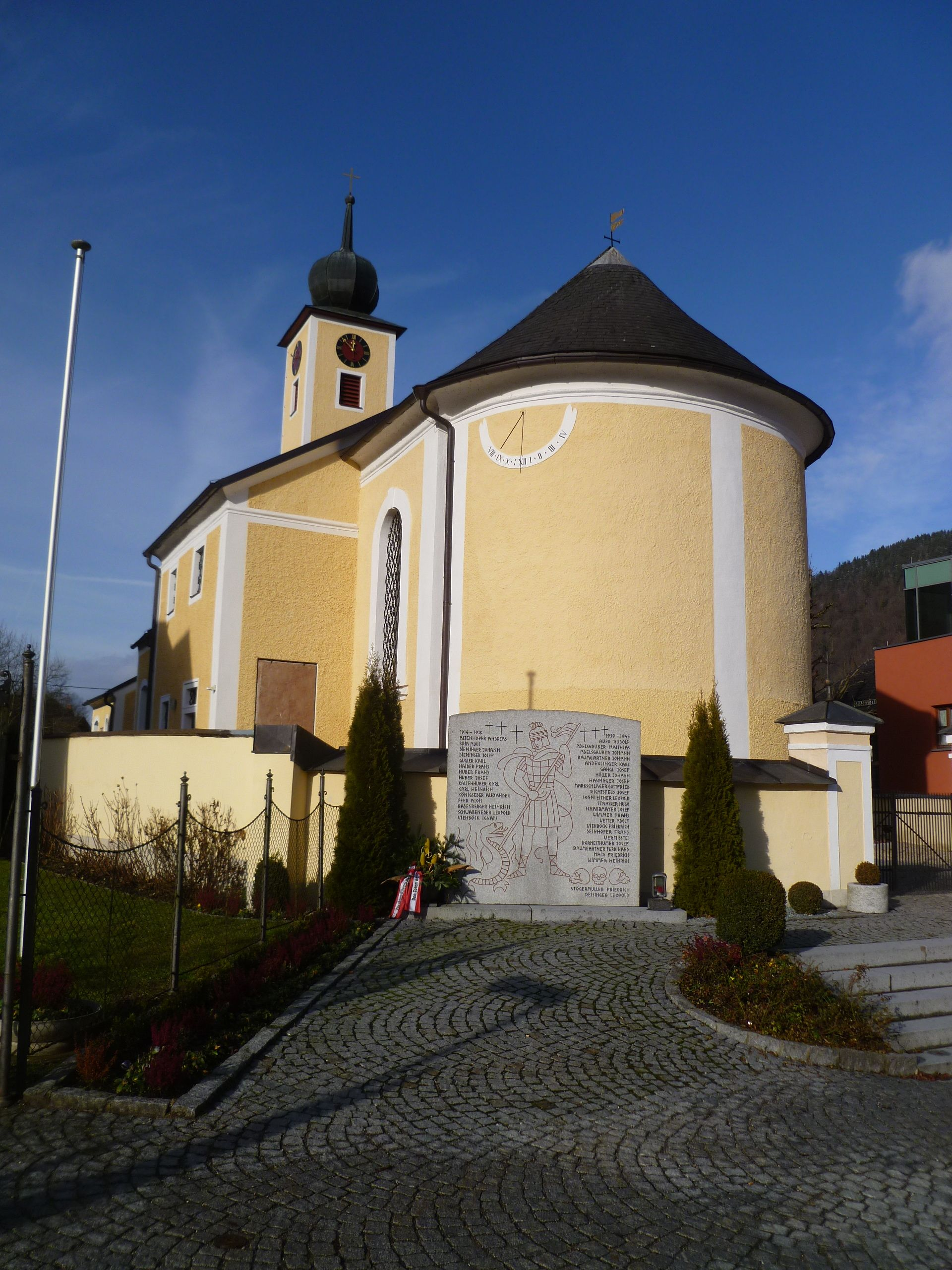
Kath. Pfarrkirche hl. Wolfgang in Wesenufer

Die römisch-katholische Pfarrkirche Wesenufer steht im Ort Wesenufer in der Gemeinde Waldkirchen am Wesen im Bezirk Schärding in Oberösterreich. Die dem heiligen Wolfgang geweihte Kirche gehört zum Dekanat Peuerbach in der Diözese Linz. Die Kirche und der Friedhof stehen unter Denkmalschutz.

## Geschichte
1325 wird erstmals eine dem hl. Wolfgang geweihte Kapelle in Wesenufer als Filialkirche der Pfarre Waldkirchen am Wesen genannt. Über den Zeitpunkt ihrer Erbauung und der Weihe liegen keine schriftlichen Unterlagen vor. In den folgenden Jahrhunderten wurde die Kirche durch Wohltäter und Stiftungen großzügig gefördert. Damit konnte auch ein Kaplan angestellt werden.
Da die zuständige Pfarrkirche in Waldkirchen am Wesen weit entfernt war, strebten die Menschen in Wesenufer schon im 18. Jahrhundert eine eigene Pfarrei an. Dies wurde vom bischöfliche Ordinariat nicht gestattet, ab 1748 durften eigene Kirchenbücher geführt werden. 1853 wurde Wesenufer zu einer Pfarrexpositur und erhielt einen eigenen Pfarrseelsorger. 1891 wurde Wesenufer zu einer selbständigen Pfarre erhoben. 1899 wurde das Pfarrhaus vollendet und durch Bischof Franz Maria Doppelbauer eingeweiht.
1997 erfolgte die Innenrenovierung der Kirche, damals wurde die Orgel wieder hergestellt und die Kreuzwegbilder restauriert. 2002 wurde die Kirche außen renoviert und die Epitaphe restauriert und an der Kirchenmauer angebracht.

## Architektur
1721 wurde eine – im Kern gotische – einschiffige Kirche nach Osten hin verlängert und erhielt ein barockes Stichkappengewölbe. Die Mauern stammen noch aus der Zeit der Gotik. Das Langhaus besitzt vier Joche, der Chor zwei Joche und einen Halbkreisschluss. Über der Westfassade der Kirche sitzt ein Dachreiter mit einem barocken Zwiebelhelm.
An der Kirchenaußenseite ist eine Ölberggruppe mit einem teilweise freigelegten, gotischen Portal.

## Ausstattung
Auf dem zierlichen Hochaltar aus dem zweiten Viertel des 17. Jahrhunderts steht eine Staue des Kirchenheiligen Wolfgang, darüber ist eine Mariahilfbild angebracht; daneben sind zwei Heiligenfiguren (hl. Sebastian, hl. Rochus) aus der Zeit um 1700. Das Kommuniongitter stammt aus dem Biedermeier. Die Seitenaltäre sind der hl. Maria und dem Herz Jesu geweiht. Über der Sakristeitür befindet sich ein barockes Kruzifix. Das Chorgestühl (1700–1725) mit geschnitzten Akanthusrauten und gemalter Holzmaserung (sog. Fladenmalerei). Der neuzeitliche Tabernakel (um 1900) besitzt Rokokoleuchter mit Engelsköpfen (1750–1775).
Die Kanzel aus der Barockzeit zeigt die Bilder der vier Evangelisten. Der Taufstein ist aus Granitsteinelementen zusammengesetzt, die teilweise noch aus der Romanik stammen. Die Deckengemälde zeigen Geburt, Taufe, Versuchung, Kreuzigung und die Auferstehung Jesu (gestiftet 1896). Die Orgel wurde 1847 von Josef Breinbauer aus Ottensheim geschaffen und 1998 restauriert.

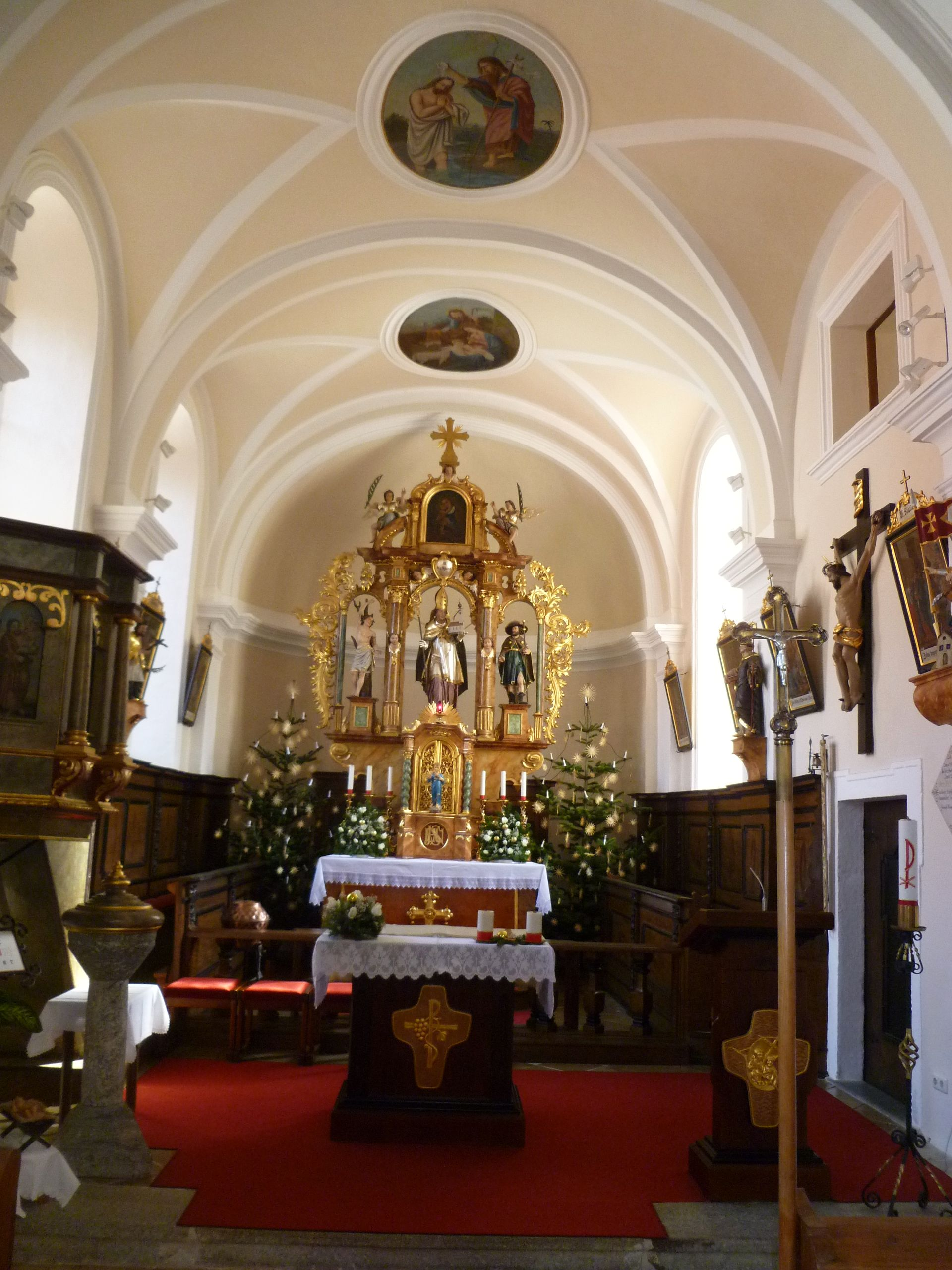
Kircheninneres mit dem Altar des Hl. Wolfgang
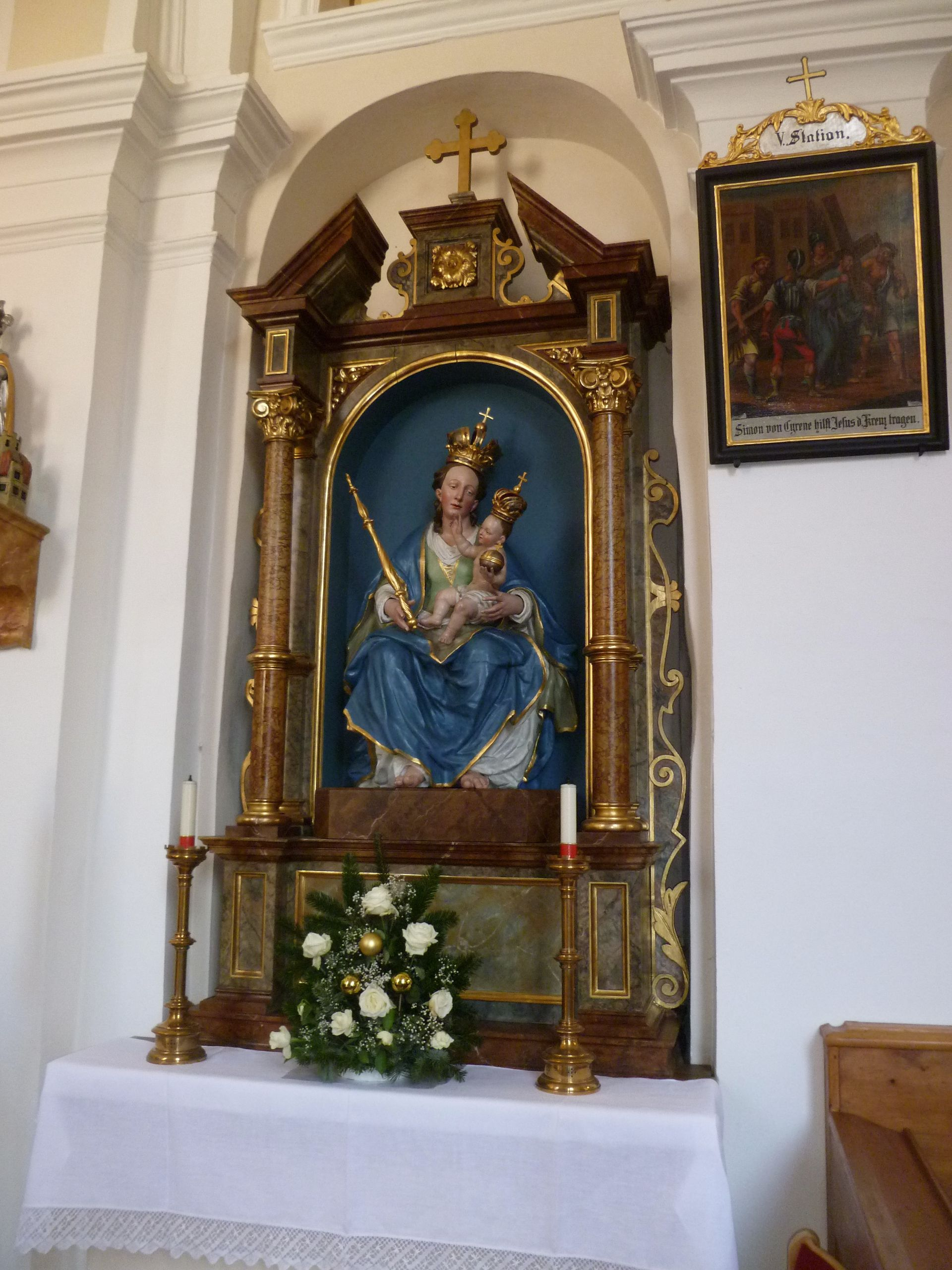
Marienaltar
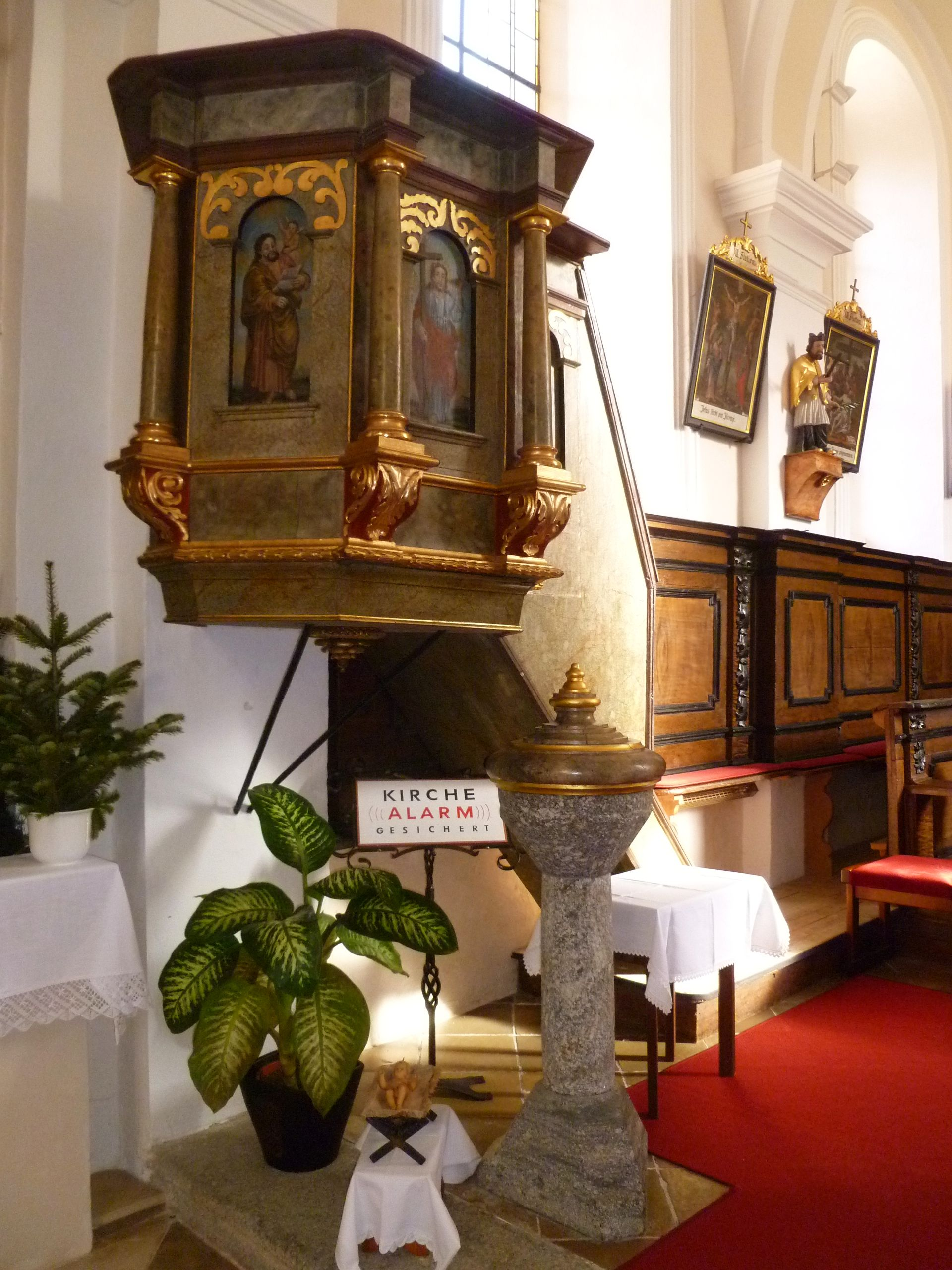
Kanzel und Taufstein